# Факультет космических исследований МГУ
Факультет космических исследований МГУ (ФКИ) Московского государственного университета имени М. В. Ломоносова — учебный центр по подготовке квалифицированных кадров для проведения исследований космоса, космических экспериментов и эффективного использования результатов космической деятельности в решении фундаментальных и прикладных задач.

## История

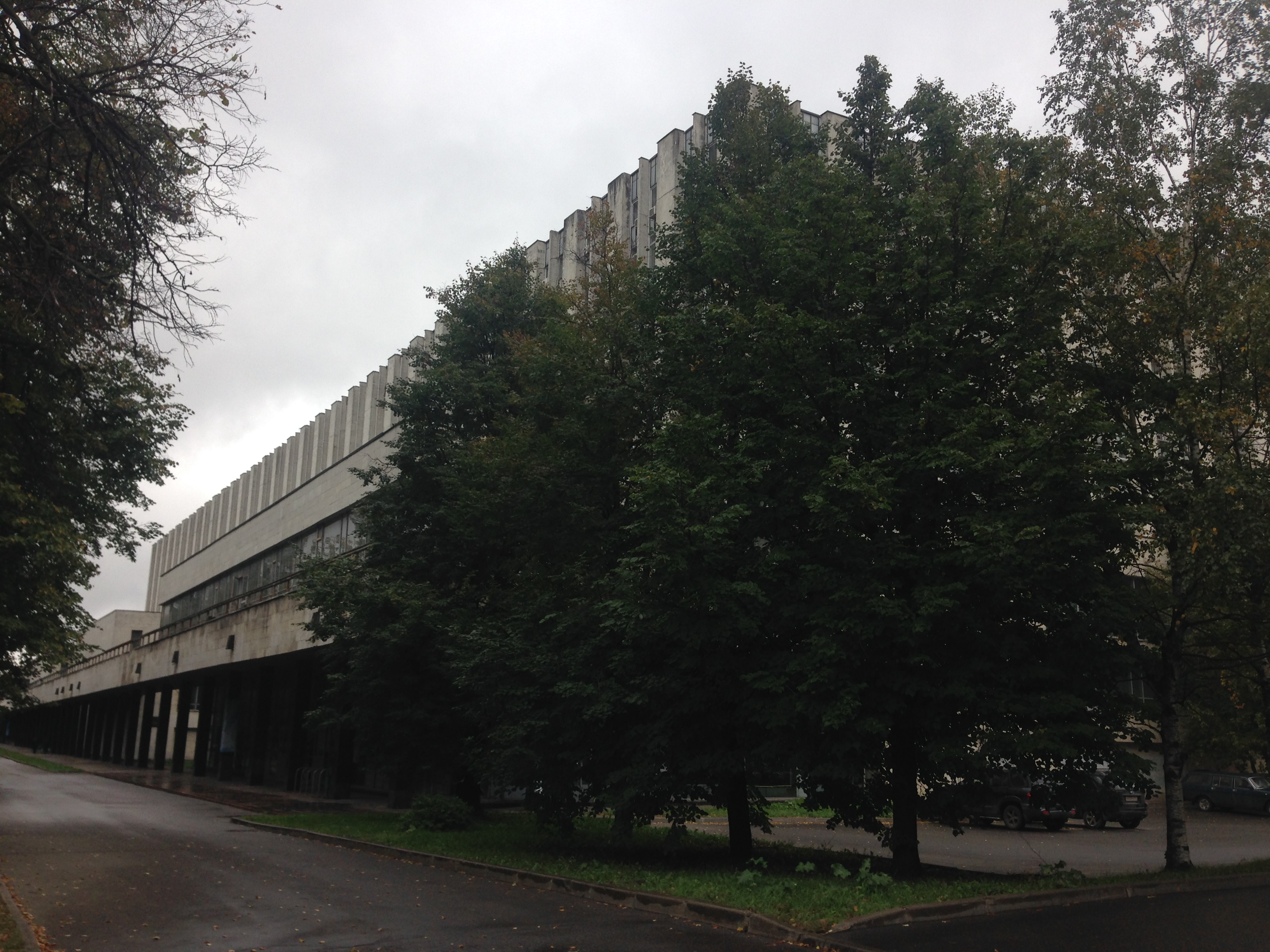
Факультет космических исследований размещается на верхнем этаже 2-го учебного корпуса МГУ

Факультет космических исследований был создан в 2017 году в целях подготовки квалифицированных специалистов для участия в работах по изучению и освоению космического пространства.
На факультете действуют четыре кафедры:
- Кафедра фундаментальной и прикладной математики (зав. И. В. Садовничая)
- Кафедра экономики и управления в космической отрасли (зав. И. Н. Мысляева)
- Кафедра управления космическими полетами (зав. С. В. Соловьев)
- Кафедра технологий дистанционного зондирования (зав. Е. А. Лупян).

Факультет совместно с корпорацией Роскосмос участвует в программе создания группировки спутников по мониторингу в околоземном пространстве радиационной обстановки, потенциально опасных объектов (космического мусора, астероидов, метеоров). Московский университет имеет на околоземной орбите собственные спутники, информация от которых изучается и обрабатывается сотрудниками, студентами и аспирантами факультета.
Факультет развивает в первую очередь области знаний, связанные с изучением космического пространства, такие как космическая медицина, биология, психологическая подготовка космонавтов к полёту и их нахождению в состоянии невесомости, изучение различных явлений в космосе, информационные технологии и разработка новых приборов. Бо́льшая часть этих исследований лежит на стыке наук, поэтому к работе на новом факультете привлекаются ученые и преподаватели многих факультетов и институтов Московского университета.
Конкурс поступающих на факультет космических исследований МГУ составляет порядка 40 человек на место.

### Декан ФКИ МГУ

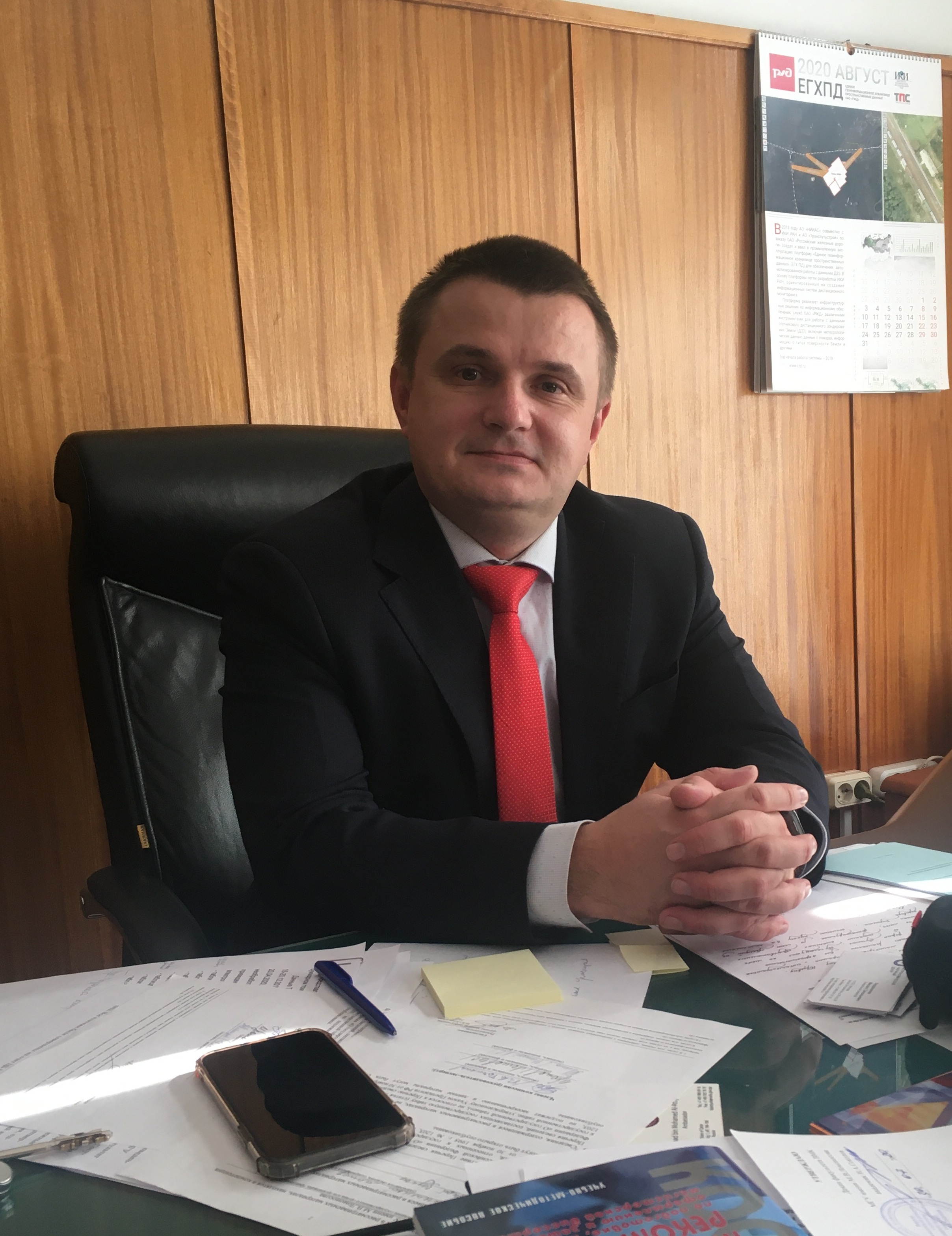
В. В. Сазонов (2020)

Василий Викторович Сазонов (род. 1982) — математик, программист, доктор физико-математических наук, декан факультета космических исследований МГУ.
Окончил факультет вычислительной математики и кибернетики МГУ (2004) и аспирантуру факультета ВМК МГУ (2007). Разработчик программного обеспечения в Golden Gate Technology (2004—2006). Программист в Cadence Design Systems (2006—2010). Защитил диссертацию «Применение вычислительной геометрии в задачах моделирования вращательного движения космических аппаратов» на учёную степень кандидата физико-математических наук (2007). Преподавал на факультете вычислительной математики и кибернетики МГУ (2007—2017). Доцент кафедры общей математики факультета ВМК МГУ (с 2011). Декан факультета космических исследований (с 2017).
Область научных интересов: математическое моделирование, вычислительная геометрия, геометрическое моделирование, построение систем автоматизированного проектирования, многоагентные системы.
Автор 27 научных статей, 12 книг.